# Wszechświęte (Oleśnica)
Wszechświęte (deutsch Allerheiligen) ist ein Dorf in der Landgemeinde Oleśnica im Powiat Oleśnicki der Woiwodschaft Niederschlesien in Polen. In den Jahren 1975–1998 gehörte es zur Woiwodschaft Breslau.

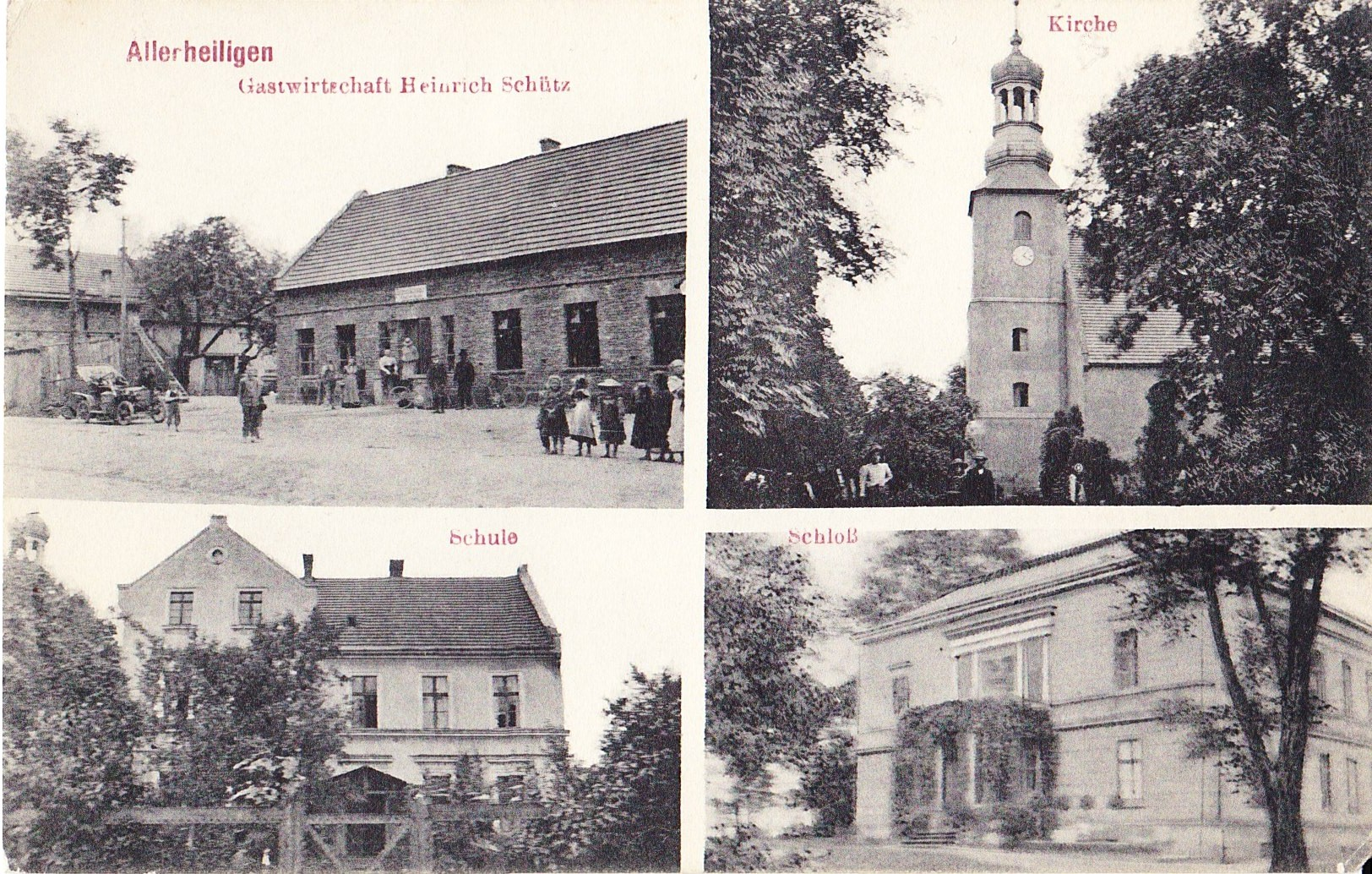
Ansicht von 1930

## Lage und Fläche
Wszechświęte liegt sieben Kilometer von der Stadt Oels entfernt. Es verfügt über eine Fläche von 398,55 Hektar, wobei die landwirtschaftliche Nutzfläche 358,48 Hektar beträgt. Die Nutzfläche teilt sich auf in:
| - Ackerland – 311,91 Hektar - Wiesen – 31,75 ha - Weiden – 12,81 ha | - Obstgärten – 2,01 ha - innerorts – 10,49 ha - Wälder – 7,77 ha | - Wasser – 3,54 ha - Straße – 16,59 ha - Ödland – 1,60 ha |

## Ortsname
Im Laufe der Jahre veränderte sich die Ortsbezeichnung mehrmals:
- 1317: Omnium Sanctorum (übersetzt „Aller Heiligen“)
- 1376: Omnes sancti[3] („Alle Heiligen“)
- 1785: Allerheiligen

## Geschichte

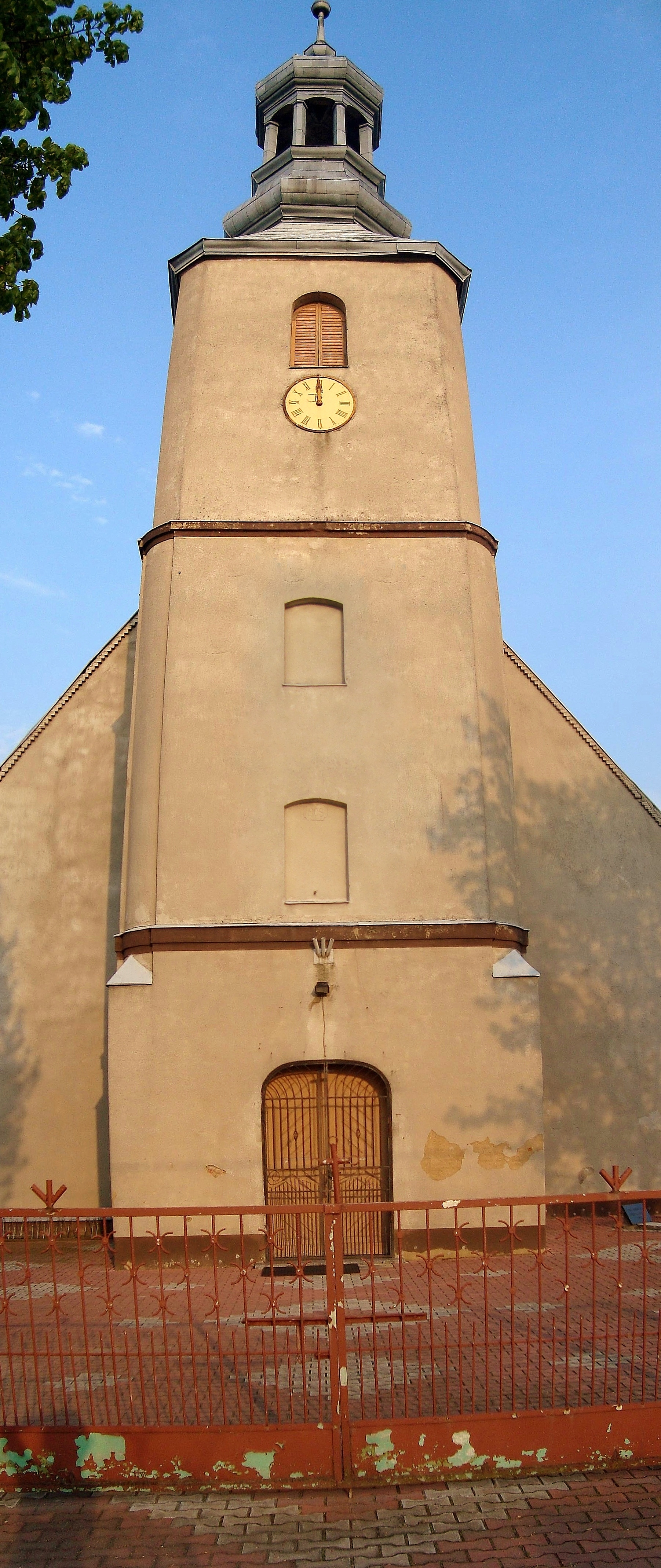
Kirche von Wszechświęte (Allerheiligen)

Erstmals urkundlich erwähnt wurde „Omnium Sanctorum“ im Jahre 1317 im Zusammenhang mit einem Streit über den Zehnten mit einem Berold. Nachdem es 1376 nach Deutschem Recht umgesetzt wurde, erhielt es Stadtrechte. 1380 gehörte es einem Ritter Pecko Kampusch.
Die Kirche wurde im Jahr 1705 neu errichtet. 1785 nahm die Dorfschule ihren Betrieb auf. Zu dieser Zeit hatte der Ort 143 Einwohner, drei Bauernhöfe, 13 Bucht und drei Häusler. 1845 gab es 27 Haushalte mit 281 Personen, davon drei Katholiken und sieben Juden. 30 Häuser und 189 Einwohner sind für das Jahr 1908 belegt.

## Vereine
Im Dorf gibt es drei Vereine:
- Volksmusikgruppe „Wianki“
- Freiwillige Feuerwehr
- Fußballverein